# Slocomb (Alabama)
Slocomb es una ciudad ubicada en el condado de Geneva en el estado estadounidense de Alabama. En el censo de 2000, su población era de 2052.

## Demografía
En el 2000 la renta per cápita promedia del hogar era de $22,113, y el ingreso promedio para una familia era de $29,583. El ingreso per cápita para la localidad era de $12,772. Los hombres tenían un ingreso per cápita de $25,962 contra $21,250 para las mujeres.

## Geografía
Slocomb se encuentra ubicada en las coordenadas 31°6′31″N 85°35′40″O / 31.10861, -85.59444 (30.668723, -87.922179)
Según la Oficina del Censo de los EE. UU., la ciudad tiene un área total de 9.51 millas cuadradas (24.62 km²).